# Trixie Mattel
Trixie Mattel é o nome artístico e alter-ego de Brian Michael Firkus (Milwaukee, Wisconsin, 23 de agosto de 1989),  drag queen, cantor, musicista, ator e apresentador americano. Ficou mundialmente conhecido após participar da 7.ª temporada de RuPaul's Drag Race, e ganhar a 3.ª temporada de RuPaul's Drag Race: All Stars.

## Biografia
Descendente de índios nativos americanos (Ojíbuas), Firkus cresceu em uma família pobre em Milwaukee, Wisconsin. Formando-se, mais tarde, pela Universidade de Wisconsin em Teatro Musical, mesma universidade que a também drag Max frequentou no período.
Seu nome de drag originou-se do fato de seu padrasto abusivo chamá-lo por Trixie quando ele se comportava de modo efeminizado. Mattel veio da marca que criou a boneca Barbie.
Segundo Firkus, a face exagerada de Trixie também sofre inspiração nos desenhos japoneses (animes).

## RuPaul's Drag Race
Em 7 de dezembro de 2014, Trixie Mattel foi anunciada como uma das participantes da 7.ª temporada do reality show RuPaul's Drag Race. Em fevereiro de 2015, Trixie participou ao lado de Rupaul e das demais participantes da mesma temporada do álbum CoverGurlz 2 (2015), cantando a música "Geronimo", na qual também gravou um videoclipe.
Durante o reality show, Mattel foi eliminada no quarto episódio, chamado "Spoof! (There It Is)", causando indignação por parte dos fãs, que relataram ser uma das eliminações de maiores controversas da história do programa. No episódio 8, da mesma temporada, chamado "Conjoined Queens", no qual todas as participantes eliminadas voltaram à competição disputando por um lugar para ficar, Trixie venceu o desafio principal ao lado da drag Pearl (drag queen) e voltou a disputa. Por fim, no episódio 10, chamado "Prancing Queens", ela foi eliminada novamente, ficando em sexto lugar da classificação geral da temporada.
Sua eliminação ainda é considerada uma das decisões mais controversas na história de Drag Race. Uma pesquisa de 2017 do site Buzzfeed viu Trixie receber mais de 19.300 votos no topo da categoria "rainha que saiu muito cedo", mostrando que anos após o incidente, os sentimentos dos fãs ainda são fortes.
No entanto, ela é amplamente considerada como uma das principais estrelas do show, juntamente com o amigo e concorrente da sétima temporada, a drag Katya Zamolodchikova (aka. Brian McCook). Muitos fãs observam que o estilo ad-ho de Trixie é mais adequado para ambientes sem scripts, o que justificaria seu malsucedido desempenho na competição.
Trixie Mattel foi coroada a vencedora de RuPaul's Drag Race: All Stars 3, que foi exibido pela VH1.

## Carreira
Após sua participação no programa, Trixie ganhou enorme notoriedade, sendo prontamente convidada para estrelar um webshow ao lado de seu companheiro Katya, intitulado UNHhhh, que pode ser visto no canal WOWPresents no YouTube. Agora ela estrela, também com Katya, seu novo show intitulado The Trixie & Katya Show na Viceland.
Sua elogiadíssima versatilidade pode ser notada em suas apresentações de palco, onde, além de cantar e tocar (um repertório que inclui músicas autorais), Firkus também atua (inclusive em musicais), faz dublagens de canções populares e apresenta seu número de stand-up comedy, já que ele também autodescreve Trixie Mattel como uma "rainha da comédia".
No início, sua personalidade remetia a de uma boneca meio-humana, na qual representava na maquiagem, figurinos e acessórios: geralmente em tons pastel e com acessórios majoritariamente de plástico. Porém, após a bem-sucedida participação no reality show, Brian vem expandindo seu estilo drag, que hoje conta com uma maior variedade de cores em seus looks mais recentes (adição de tons de marrom, preto e roxo em trajes recentes, como também maquiagem e cabelos fugindo ao seu padrão "boneca" anterior), assim como uma atualização constate no repertório de piadas, comprovando sua versatilidade e escalada estelar no ramo.
Trixie Mattel já apresentou-se em diversos países, como: Austrália, México, Reino Unido e Brasil.
Em 2018, foi anunciado o lançamento de sua primeira turnê solo pelos Estados Unidos nomeada "Now With Moving Parts Tour", homônima de seu premiado single "Moving Parts (Acoustic)" como Trixie Mattel. Além de canções autorais de sucesso como "Mama Don't Make Me Put On The Dress Again", "Seen My Man" e "Make Up Your Mind", todas do álbum "Two Birds" (2017), a turnê também deve contar com as versões covers de sucessos frequentemente reproduzidos por ele, como os singles "Cover Girl" e "Geronimo" ícones da própria drag RuPaul, e a balada "Time After Time", interpretada originalmente pela cantora Cindy Lauper.

## Filmografia

### Videoclipes
| Título                                    | Ano  | Álbum                            | Ref.  |
| ----------------------------------------- | ---- | -------------------------------- | ----- |
| "Geronimo" (RuPaul com Trixie Mattel)     | 2015 | CoverGurlz2 (2015)               | [ 1 ] |
| Mama Don't Make Me Put On The Dress Again | 2017 | Trixie Mattel - Two Birds (2017) |       |
| Break Your Heart                          | 2018 | Trixie Mattel - One Stone (2018) |       |
| Little Sister (Studio City Acoustic)      | 2018 | Trixie Mattel - One Stone (2018) |       |
| Iggy azalea - started                     | 2019 | In My Defense                    |       |

### Televisão
| Ano  | Título                         | Papel                     | Notas                                                                                              | Ref.  |
| ---- | ------------------------------ | ------------------------- | -------------------------------------------------------------------------------------------------- | ----- |
| 2015 | RuPaul's Drag Race             | Ela mesma (participante)  | 7.ª temporada - 6ª Colocada                                                                        | [ 7 ] |
| 2016 | American Horror Story: Roanoke | Ela mesma (apresentadora) | Episódio 10                                                                                        |       |
| 2018 | RuPaul's Drag Race: All Stars  | Ela mesma (participante)  | 3ª temporada - Vencedora                                                                           |       |
| 2018 | Super Drags                    | Vedete Champagne          | Série de comédia brasileira, original da Netflix                                                   |       |
| 2018 | The Trixie and Katya Show      | Ela mesma (apresentadora) | Série de TV produzida para o canal Viceland, baseada na web série UNHhhh, com Katya Zamolodchikova |       |
| 2018 | Rupaul's Holi-Slay Spectacular | Ela mesma (partcipante)   | Episódio especial de Rupaul's Drag Race                                                            |       |
| 2021 | Queen of the Universe          | Ela Mesma (jurada)        | |       |

### Web serie
| Ano             | Título                        | Papel                        | Notas                                                                                          | Ref.  |
| --------------- | ----------------------------- | ---------------------------- | ---------------------------------------------------------------------------------------------- | ----- |
| 2015            | Untucked                      | Ela mesma (participante)     | Web série de RuPaul's Drag Race                                                                | [ 8 ] |
| 2016 - presente | UNHhhh                        | Ela mesma (apresentadora)    | Web série produzida para o canal do youtube da WOWPresents, com Katya Zamolodchikova           |       |
| 2019 - presente | I Like to Watch               | Ela mesma (apresentadora)    | Web série da Netflix para o YouTube                                                            |       |
| 2019            | The X Change Rate             | Ela mesma (convidada)        | Talk show de Monet X Change no canal Build, no YouTube                                         |       |
| 2020            | Trixie & Katya Save the World | Ela mesma (apresentadora)    | Série para a plataforma Wow Presents Plus, apresentada de casa, durante a pandemia de Covid-19 |       |
| 2020            | Instant Influencer            | Ela mesma (jurada convidada) |                                                                                                |       |

## Discografia
Álbum
| Título    | Ano  | Músicas | Notas                             |
| --------- | ---- | --- | --------------------------------- |
| Two Birds | 2017 | - Mama Don't Make Me Put On The Dress Again - Make Up Your Mind - I Know You All Over Again - Seen My Man - I'll Wear Your Ring - Bluegrass - Seen My Man (Wisconsin Demo) [Live] | Como Brian Firkus e Trixie Mattel |
| One Stone | 2018 | - Little Sister - Break Your Heart - Soldier - Red Side of the Moon - Moving Parts - The Well - Wind Up Man                                                                       | Como Brian Firkus e Trixie Mattel |
| Barbara   | 2020 | - Malibu - We Got the Look - Girl Next Door - Jesse Jesse - Gold - I Don't Have a Broken Heart - I Do Like You - Stranger                                                         | Como Brian Firkus e Trixie Mattel |

### EPs
| Título             | Ano  | Músicas                                                                                            | Notas              |
| ------------------ | ---- | -------------------------------------------------------------------------------------------------- | ------------------ |
| Greener            | 2009 | - ''Where The Grass Is Much Greener'' - ''Still Can't Have You'' - ''Hello, Goodbye, Hello''       | como Brian Firkus  |
| Homemade Christmas | 2017 | - ''Christmas Without You'' - ''The Night Before Contact'' - ''All I Want for Christmas Is Nudes'' | como Trixie Mattel |

### Singles
| Título                              | Ano  | Álbum            | Notas              |
| ----------------------------------- | ---- | ---------------- | ------------------ |
| ''Where The Grass Is Much Greener'' | 2009 | Greener          | como Brian Firkus  |
| ''You Belong To Me''                | 2009 | single sem álbum | como Brian Firkus  |
| "Moving Parts (Acoustic)"           | 2018 | single sem álbum | como Trixie Mattel |
| "Break Your Heart"                  | 2018 | One Stone        | como Trixie Mattel |
| "Little Sister"                     | 2018 | One Stone        | como Trixie Mattel |

### Outras músicas
| Título       | Ano  | Outros Artistas               | Álbum                                                                |
| ------------ | ---- | ----------------------------- | -------------------------------------------------------------------- |
| "Geronimo"   | 2015 | RuPaul                        | RuPaul Presents CoverGurlz 2                                         |
| "Eggs"       | 2016 | Lucian Piane, Ginger Minj     | RuPaul's Drag Race: The Rusical                                      |
| "Kitty Girl" | 2018 | Rupaul, Elenco de All Stars 3 | Kitty Girl (feat. The Cast of Rupaul's Drag Race All Stars, Season 3 |